# You Can't Do That on Stage Anymore, Vol. 4
You Can't Do That on Stage Anymore, Vol. 4 es un doble CD de grabaciones en directo del músico y compositor Frank Zappa, grabadas entre 1969 y 1988, editado en 1991.

## Lista de canciones
Todas las canciones compuestas por Frank Zappa, excepto donde se indique lo contrario.

### Disco 1
1. "Little Rubber Girl" (Zappa, Denny Walley)
2. "Stick Together"
3. "My Guitar Wants to Kill Your Mama"
4. "Willie the Pimp"
5. "Montana"
6. "Brown Moses"
7. "The Evil Prince"
8. "Approximate"
9. "Love of My Life"
10. "Let's Move to Cleveland" (solos, 1984) (Con Archie Shepp)
11. "You Call That Music?"
12. "Pound for a Brown" (solos, 1978)
13. "The Black Page" (1984 versión)
14. "Take Me Out to the Ball Game" (Jack Norworth, Albert Von Tilzer)
15. "Filthy Habits"
16. "The Torture Never Stops"

### Disco 2
1. "Church Chat"
2. "Stevie's Spanking"
3. "Outside Now"
4. "Disco Boy"
5. "Teen-Age Wind"
6. "Truck Driver Divorce"
7. "Florentine Pogen"
8. "Tiny Sick Tears"
9. "Smell My Beard" (George Duke, Zappa)
10. "The Booger Man" (Duke, Napoleon Brock, Zappa)
11. "Carolina Hard-Core Ecstasy"
12. "Are You Upset?"
13. "Little Girl of Mine" (Morris Levy, Herbert Cox)
14. "The Closer You Are" (Earl Lewis, Morgan Robinson)
15. "Johnny Darling" (Louis Statton, Johnny Statton)
16. "No, No Cherry" (L. Caesar, J. Gray)
17. "The Man from Utopia" (Donald Woods, Doris Woods)
18. "Mary Lou" (Obie Jessie)